# Geoff Owens
Geoffrey Richard Owens, detto Geoff (Voorhees, 1º marzo 1978), è un ex cestista statunitense, professionista nella NBDL, in Polonia, Turchia e Francia.